# PKP

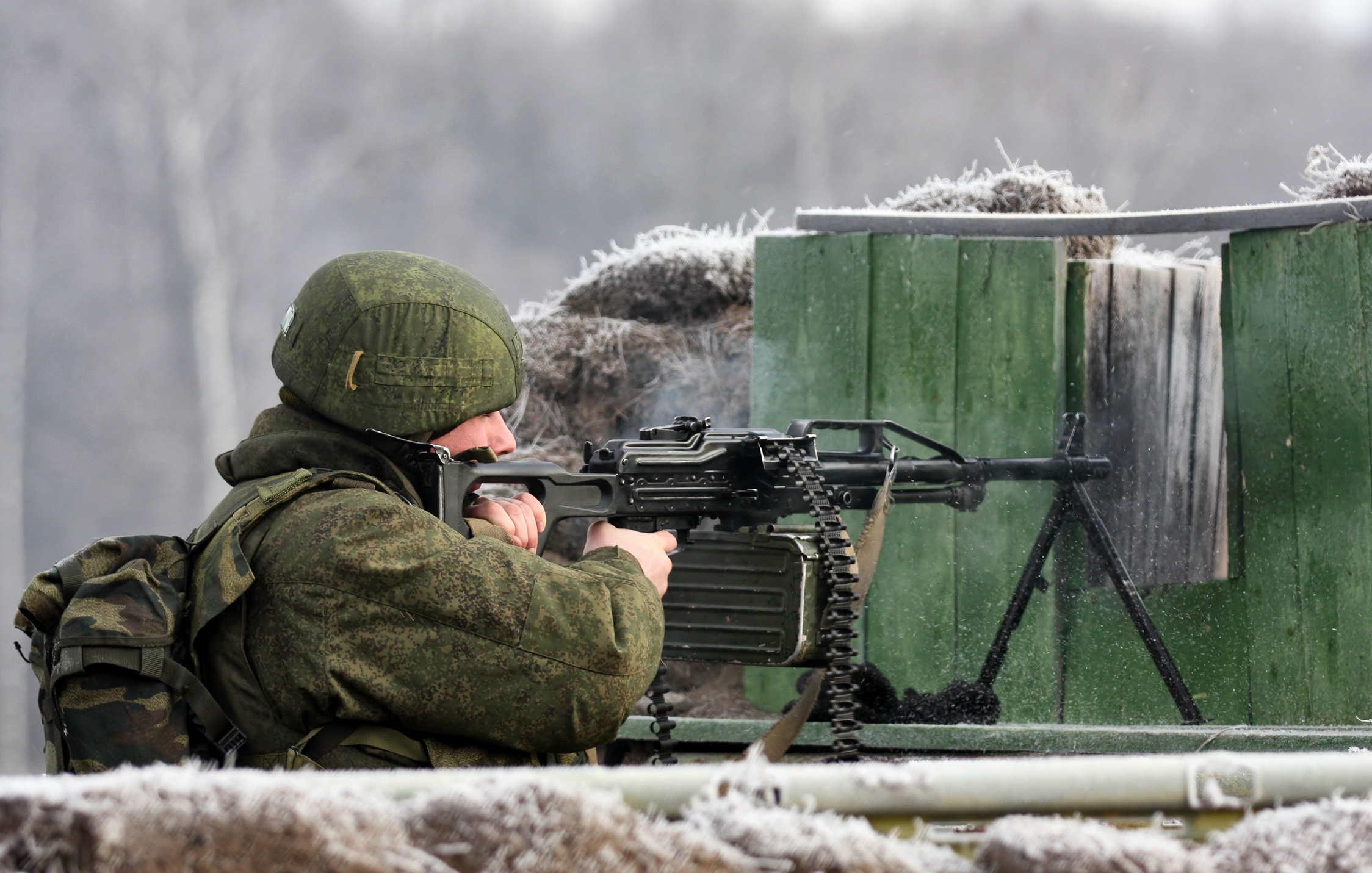
Um soldado do exército russo com sua metralhadora PKP.

A PKP "Pecheneg" (em russo: Печенег) é uma metralhadora russa de multipropósito de calibre 7,62 mm. É uma versão modernizada da PK. A Pecheneg é considerada mais precisa que seus predecessores, com mecanismos de tiro mais eficientes, o que torna a arma mais confiável. Além disso, pode carregar uma mira telescópica, o que melhora a visibilidade do atirador. A designação militar desta metralhadora é 6P41 ou 6P41N (Pecheneg-N). A PKP é primordialmente usada pelo exército russo e pelos Spetsnaz (forças especiais), além de outros regimentos.
Esta metralhadora tem esse nome devido ao povo pechenegues, uma tribo guerreira seminômade das estepes da Ásia Central, que perambulavam primordialmente no sul da Rússia e na Ucrânia. O principal objetivo desta arma é dar poder de fogo massivo para a infantaria, com seu calibre 7,62 mm, substituindo a antiga RPK-74.

## Variantes
- Pecheneg-N: O índice GRAU é "6P41N", semelhante à Pecheneg, mas possui um trilho de montagem para miras de visão noturna.
- Pecheneg-SP: O índice GRAU é "6P69" e é uma variante aprimorada da PKP Pecheneg. Possui duas versões principais: uma versão padrão e uma versão para forças especiais. Atualmente, utiliza titânio em sua construção. Também foi relatado que agora possui um trilho Picatinny para a montagem da mira óptica unificada 1P89-3 e outras miras ópticas, uma coronha telescópica dobrável e, a pedido do exército russo, uma alça tática adicional para maior conveniência ao disparar. De acordo com os fabricantes, a arma pode ser dobrada durante o transporte, tornando-a 3 cm mais curta que o fuzil Kalashnikov comum. Utiliza um cano encurtado e um supressor para disparos silenciosos e sem chama. Sua produção em série começou em fevereiro de 2017.[9]
- Pecheneg bullpup: é uma conversão bullpup da PKP Pecheneg desenvolvida pela Degtyarev Plant.[10][11]

## Operadores

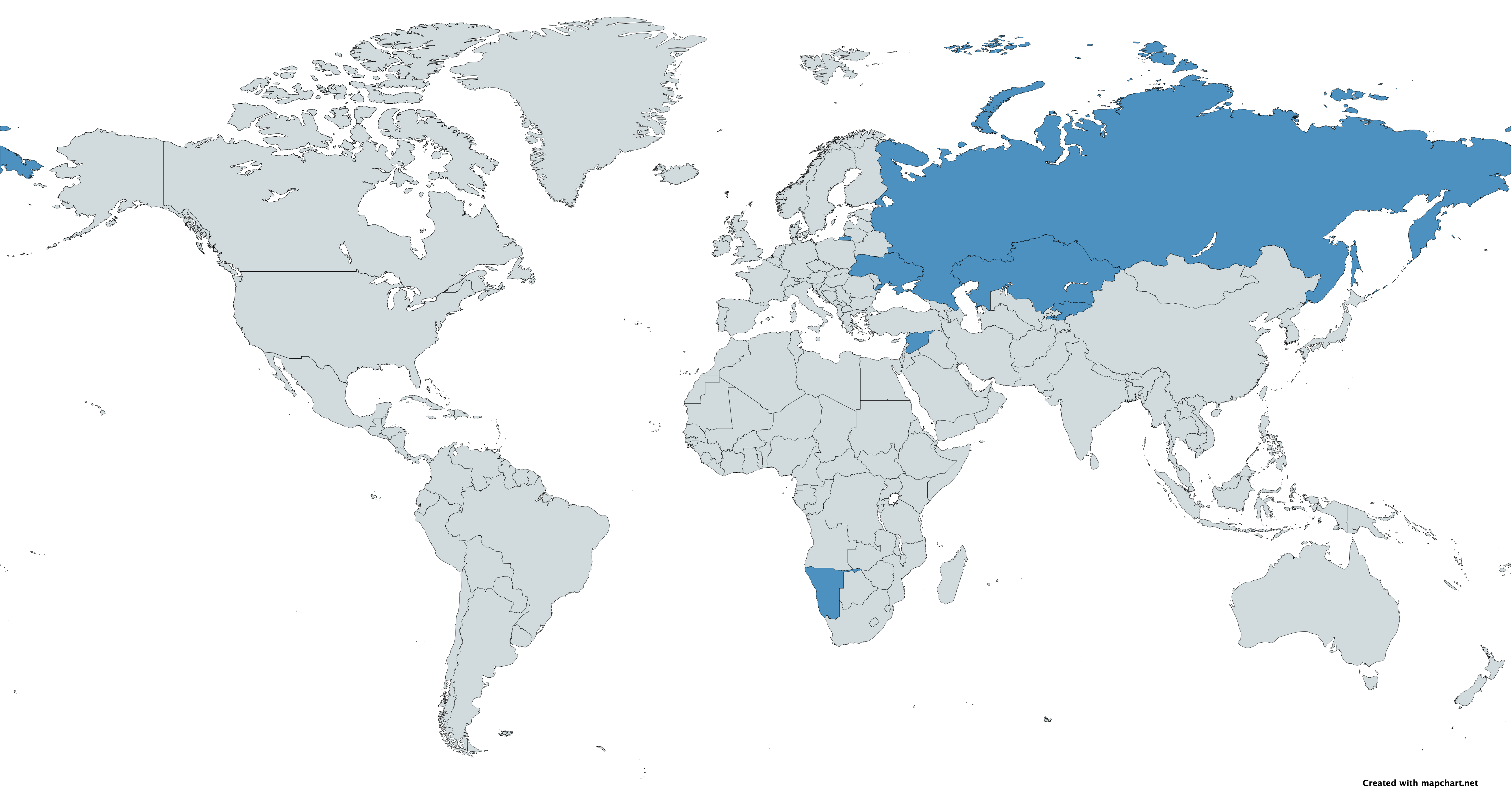
Mapa com operadores da PKP Pecheneg em azul

- Cazaquistão[12]
- Quirguistão[13]
- Namíbia[14]
- Rússia[15]
- Síria[16]
- Ucrânia[17][18]